# Katie Cassidy
Katherine Evelyn Anita Cassidy (Los Angeles, Kalifornia, 1986. november 25. –) amerikai énekesnő, színésznő. 
Legismertebb alakítása Laurel Lance, azaz a Fekete Kanári névre hallgató szuperhős, akit A zöld íjász című amerikai sorozatban és az ahhoz kapcsolódó egyéb televíziós műsorokban formált meg.
Szerepelt a Melrose Place, az Odaát, A Harper-sziget és a Gossip Girl – A pletykafészek sorozatok epizódjaiban. Sikolykirálynőként a Fekete karácsony (2006) és a Rémálom az Elm utcában (2010) című filmekben tűnt fel. Mellékszerepet játszott az Elrabolva (2008) és a Csajok Monte-Carlóban (2011) című filmekben. 

## Fiatalkora és családja
Los Angelesben, Kaliforniában született David Cassidy színész és Sherry Williams lányaként, akik 1970 elején ismerték meg egymást. Szülei elváltak, de továbbra is közeli barátok maradtak. Apai nagyszülei is színészek voltak, Jack Cassidy és Evelyn Ward. Calabasasban, Kaliforniában nőtt fel anyjával és mostohaapjával, Richard Benedon orvossal. Két nővére van, Jenna és Jamie, és egy fiatalabb féltestvére, Beau Cassidy. 
Fiatalkorában pomponlány volt a California Flyers csapatában, a Calabasas High School középiskolában, ahol tanult. 2005-ben kitüntetéssel végzett.
Az általános iskolában kezdett érdeklődni a szórakoztatóipar iránt, számos közösségi színházi darabban játszott már hétéves kora óta. Tinédzserként színészetet tanult, 2004-ben szerepelt néhány reklámfilmben, de az anyja nem engedte addig erre a pályára, amíg be nem fejezte a középiskolai oktatás főiskolai előkészítő tanfolyamait.

## Pályafutása
2006-ban szerepet kapott az Ismeretlen hívás és a Távkapcs című filmekben. A Távkapcs 40 milliós látogatottsággal nyitott a mozikban. Ő játszotta a Kelli Presley szerepét az 1974-es Dimension Films remake-jében, a Fekete karácsonyban. A film 2006 decemberének végén jelent meg, és 21 000 000 dollár bevételt hozott.
2007-ben olyan filmekben szerepelt, mint a Walk the Talk, a You Are Here (későbbi nevén a Spin) és az Orosz rulett élőben, amelyben ő játszotta Jewel Jensen, egy feltörekvő színésznő szerepét, aki a nagy kalandot keresi Hollywoodban.
Szintén 2007-ben számos jelenetek leforgatott a Revenge of the Nerds remake-ben Adam Brody és Jenna Dewan partnereként. A filmet végül törölték. 2008-ban úgy tűnt, hogy megkapja Amanda szerepét az Elrabolva című filmben, emellett visszatérő szerepet (Ruby) játszott az Odaát című misztikus sorozatban. 2009-ben Patricia 'Trish' Wellington szerepét játszotta a CBS minisorozatában, A Harper-sziget-ben.
Ugyanebben az évben Cassidy aláírt egy szerződést az 1990-es években drámai sorozat, a Melrose Place újraindításáról, azonos címmel. Ő játszotta Ella Simms, publicista szerepét, aki Amanda Woodward cégénél dolgozik. A média hasonlóságot vélt felfedezni Cassidy és Heather Locklear karaktere között. A Cassidy által megformált szereplőt, Ellát, a Los Angeles Times pozitív kritikai megjegyzésekkel illette. A sorozat premierje 2009. szeptember 8-án volt, majd egy évad után törölték.
Cassidy is csatlakozott a horrorfilm-remake Rémálom az Elm utcában stábjához. Ő játszotta Kris Fowles, a főszereplő Nancy Holbrook (Rooney Mara), Freddy Krueger áldozatának barátnőjét. A film forgatása Chicagóban kezdődött és 2010. április 30-án jelent meg. Cassidy jelölték a Teen Choice Award a "Horror / Thriller színésznő" kategóriában, a díjat végül Megan Fox kapta. Cassidy következő romantikus komédiáját, a Monte Carlot Monacóban, Budapesten és Párizsban fogatják.
2010 júniusában, Cassidy visszatérő szerepet, Julia Sharpot játszotta a Gossip Girl – A pletykafészek következő, 4. évadában. A karaktere hallgató lesz a Columbia Egyetemen, és szerelmes lesz Nate Archibaldba (Chace Crawford). Első megjelenése a 4. évad premierjében lesz, és a 11. epizódtól a mai napig szerepel.

## Magánélete
2016-ban jegyezte el párja, Matthew Rodgers, akivel 2018 decemberében keltek egybe a trópusokon. 2021-ben váltak el. 

## Filmográfia

### Film
| Év   | Magyar cím             | Eredeti cím               | Szerep                    | Magyar hang        |
| ---- | ---------------------- | ------------------------- | ------------------------- | ------------------ |
| 2006 | Ismeretlen hívás       | When a Stranger Calls     | Tiffany                   | Bogdányi Titanilla |
| 2006 | A véreskezű            | The Lost                  | Dee Dee                   |                    |
| 2006 | Távkapcs               | Click                     | Samantha Newman 27 évesen | Zsigmond Tamara    |
| 2006 | Fekete karácsony       | Black Christmas           | Kelli Presley             |                    |
| 2007 |                        | You Are Here              | Apple                     |                    |
| 2007 | Orosz rulett élőben    | Live!                     | Jewel                     | Gáspár Kata        |
| 2007 |                        | Walk the Talk             | Jessie                    |                    |
| 2008 | Elrabolva              | Taken                     | Amanda                    | Bogdányi Titanilla |
| 2010 | Rémálom az Elm utcában | A Nightmare on Elm Street | Kris Fowles               | Pálmai Anna        |
| 2011 | Csajok Monte-Carlóban  | Monte Carlo               | Emma                      | Földes Eszter      |
| 2013 |                        | Kill for Me               | Amanda Rowe               |                    |
| 2014 |                        | The Scribbler             | Suki                      |                    |
| 2016 | Farkasok az ajtónál    | Wolves at the Door        | Sharon Tate               | Bognár Anna        |
| 2018 |                        | Grace                     | Dawn Walsh                |                    |
| 2018 |                        | Cover Versions            | Jackie                    |                    |
| 2021 |                        | I Love Us                 | Laura Fenton              |                    |
| 2022 | Ügynökjátszma          | Agent Game                | Miller                    |                    |

### Televízió
| Év        | Magyar cím                    | Eredeti cím              | Szerep                                | Megjegyzések                              |
| --------- | ----------------------------- | ------------------------ | ------------------------------------- | ----------------------------------------- |
| 2003      | Az ügyosztály                 | The Division             | Candace "CD" DeLorenzo fiatalon       | 1 epizód                                  |
| 2005      |                               | Listen Up!               | Rebecca                               | 1 epizód                                  |
| 2005      | Hetedik mennyország           | 7th Heaven               | Zoe                                   | 4 epizód                                  |
| 2005      | Szex, hazugság, szerelem      | Sex, Love & Secrets      | Gabrielle                             | 2 epizód                                  |
| 2007–2008 | Odaát                         | Supernatural             | Ruby                                  | főszereplő (3. évad)                      |
| 2009      | A Harper-sziget               | Harper's Island          | Trish Wellington                      | 13 epizód                                 |
| 2009–2010 | Melrose Place                 | Melrose Place            | Ella Simms                            | főszereplő (18 epizód)                    |
| 2010      | Gossip Girl – A pletykafészek | Gossip Girl              | Juliet Sharp                          | visszatérő szereplő 4. évad (11 epizód)   |
| 2012–2020 | A zöld íjász                  | Arrow                    | Laurel Lance / Fekete Kanári          | főszereplő rendező (1 epizód)             |
| 2015      |                               | Superhero Fight Club     | Laurel Lance / Fekete Kanári          | rövidfilm                                 |
| 2015–2018 | Flash – A Villám              | The Flash                | Laurel Lance / Fekete Kanári          | 3 epizód                                  |
| 2016      |                               | Vixen                    | Laurel Lance / Fekete Kanári (hangja) | websorozat (5 epizód)                     |
| 2016      |                               | Whose Line Is It Anyway? | önmaga                                | 1 epizód                                  |
| 2016–2017 | A holnap legendái             | Legends of Tomorrow      | Laurel Lance / Fekete Kanári          | - 2 epizód - magyar hangja: - Bognár Anna |
| 2023      |                               | A Royal Christmas Crush  | Ava Jensen                            | Hallmark Channel tévéfilm                 |

### Videójáték
| Év   | Cím           | Szerep       | Megjegyzések                                            |
| ---- | ------------- | ------------ | ------------------------------------------------------- |
| 2017 | Hidden Agenda | Becky Marney | - hang és motion capture - magyar hangja: - Sallai Nóra |